# Jean Taittinger
Jean Taittinger (25 de enero de 1923 – 23 de septiembre de 2012) fue un político francés y miembro de la familia vinatera de Taittinger.

## Carrera política
Taittinger era hijo del político y empresario Pierre Taittinger.
Taittinger ocupó el cargo de alcalde de Reims durante 18 años, dejando el puesto en 1977. Entre tanto, fue Ministro de Hacienda entre 7 de enero de 1971 y 5 de abril de 1973. Posteriormente fue Ministro de Justicia entre el 5 de abril de 1973 y el 28 de mayo de 1974.